# 高越寺
高越寺（こうつじ）は、徳島県吉野川市山川町の高越山に位置する寺院である。本尊は蔵王権現（高越大権現）、脇仏（千手観音）。宗派は真言宗大覚寺派。土柱高越県立自然公園指定。

## 歴史
俗に阿波富士と呼ばれる高越山山頂部に所在し、衣笠山、摩尼珠山などの俗称がある。東の大和国大峰山（金峰山）に対して、自らを西上山と呼び、阿波国修験道の発祥地といわれている。
江戸時代の寛文5年当時の住職・宥尊の記した「摩尼珠山高越寺私記」によれば、役小角開創の古刹伝承をもつが、これを事実とするには疑問が残る。当寺の下寺的存在とみられる良蔵院の所蔵する「川田良蔵院文書」によると鎌倉時代には高越山を中心とした修験道の信仰圏が成立していたとみられる。
山川町山崎に位置する忌部神社を阿波忌部氏の守護神として年2回の会合を開き、本寺は忌部神社の別当としても活躍し、忌部修験道ともいうべき独特の形態を生んだ。

## 文化財

### 重要文化財
- 絹本著色仏涅槃図 - 京都国立博物館に寄託[1]

## 交通
- JR徳島線「阿波山川駅」下車、車で約50分。
- 徳島自動車道「脇町インターチェンジ」より車と徒歩で70分。